# Gymnostoma vitiense
Gymnostoma vitiense är en tvåhjärtbladig växtart som beskrevs av Lawrence Alexander Sidney Johnson. Gymnostoma vitiense ingår i släktet Gymnostoma och familjen Casuarinaceae. Inga underarter finns listade i Catalogue of Life.